# Zürcher Handball-Turnier
Das Zürcher Handball-Turnier war ein Feldhandballturnier, das Anfang der 1930er Jahre vom FC Blue Stars Zürich ausgetragen wurde. Neben der Zürcher Handball-Meisterschaft war es einer der ersten Handballwettbewerbe der Stadt Zürich. Als 1933 die schweizweite Handballmeisterschaft eingeführt wurde, war die Austragung von 1933 die letzte.

## Sieger
| # | Datum                 | Sieger                       |        | Zweiter                      | Mannschaften |             |
| - | --------------------- | ---------------------------- | ------ | ---------------------------- | ------------ | ----------- |
| 1 | 9. Juni 1929          | Pfadfinderkorps Stadt Zürich | 3:1    | FC Blue Stars Zürich         | 4            | [ 1 ]       |
| 2 | 15. Juni 1930         | BSC Old Boys Basel           |        | Pfadfinderkorps Stadt Zürich | 6            | [ 2 ]       |
| 3 | 16. – 17. Mai 1931    | Grasshopper Club Zürich      | 4–2 P. | Abstinenten-Turnverein Basel | 9            | [ 3 ] [ 4 ] |
| 4 | 22. Mai 1932          | Grasshopper Club Zürich      | 6–4 P. | Polizeisportverein Waldshut  | 6            | [ 5 ]       |
| 5 | 13/14. & 28. Mai 1933 | Grasshopper Club Zürich      | 6–4 P. | FC Zürich                    | 8            | [ 6 ]       |

## Sieger der 2. Spielklasse
Ab der 4. Austragung 1932 gab es eine 2. Spielklasse.
| # | Datum                 | Sieger                     |        | Zweiter                  | Mannschaften |       |
| - | --------------------- | -------------------------- | ------ | ------------------------ | ------------ | ----- |
| 4 | Mai 1932              | Grasshopper Club Zürich II | 4–2 P. | FC Blue Stars Zürich     | 3            | [ 5 ] |
| 5 | 13/14. & 28. Mai 1933 | Grasshopper Club Zürich II | 5:1    | Pfadfinderkorps Flamberg | 5            | [ 6 ] |